# 离岸公司
离岸公司（英語：offshore company），台灣多使用境外公司一詞，是指并不在注册地进行实质业务的公司。有时也被称为非居民公司。

## 基本法律界定
从严格意义来说，“离岸公司”并不是一个非常准确的法律用语。《离岸公司法》（张诗伟著，中国法律出版社2004年版）对此有最权威和系统的论述和界定：离岸公司为非当地投资者在离岸法域依当地离岸公司法成立的仅能在离岸区以外区域进行营业活动的公司。因此，离岸公司被人们用来泛指在离岸法域成立的有限责任公司或股份有限公司，其实仍不够准确。因为，并非所有在英属维尔京群岛、开曼群岛等离岸法域注册成立的公司就是离岸公司。而根据注册地的法律，这些离岸公司都有不同的称呼。比如在英属维尔京群岛称之为商务公司，而在开曼群岛称之为豁免公司（exempted company）。在中国法下，其称为特殊目的公司（SPV）。众多的国有企业（比如中国银行、中国电力、中国移动、中国联通、中石油、中海油等等），以及几乎所有的国际风险投资与私募并购基金（IDG、软银、SAIF、红杉、鼎辉、华平、高盛、摩根斯坦利、华登国际、霸菱、集富、英特尔、智諅、联想投资、弘毅、德风杰、普凯、北极光、梧桐、祥峰、富达、新桥、黑石等等），和众多民营企业（如裕兴、亚信、新浪、网易、搜狐、盛大、百度、碧桂园、SOHO、阿里巴巴、巨人集团等著名民营企业），几乎无一不是通过在离岸法域设立离岸控股公司的方式而实现其巨大的成功和跨越。其在离岸法域设立离岸公司主要目的有以下几个：
- 进行海外红筹方式私募，进而在美国、香港或新加坡以及英国等地上市；
- 曲线规避外资限制性行业限制进行境内经营，特别是外资进入互联网增值电信行业（TMT）所采取的新浪模式，即合同安排/协议控制模式（VIE结构，即可变利益实体）均为通过离岸公司架构设计进行；
- 进行跨境并购；
- 设立控股公司，进行资本运作；
- 进行税收筹划、全球贸易、合资公司等。

而在2006年9月8日《关于外国投资者并购境内企业的规定》（商务部、国务院国有资产监督管理委员会、国家税务总局、国家工商行政管理总局、中国证券监督管理委员会、国家外汇管理局，业内称为“10号文”）颁布实施后，通过离岸公司设计安排合同安排/协议控制模式（VIE结构，即可变利益实体）进行海外私募及红筹上市更成为主要操作模式之一。在支付宝事件之后，本为灰色的VIE结构走向更存在重大不明。

### 特征

#### 地域要素
离岸公司必须在特定的离岸法域成立，这是离岸公司的地域要素。世界上各大洲都有许多著名的离岸法域，这些法域主要是一些岛国，当地为了吸引投资改善当地经济发展，都特别制定离岸公司法，以鼓励世界各地资本到其当地注册，对于企业的营业所得免除或者收取少量税赋，每年仅收取一定的管理费。

#### 法律要素
离岸公司成立的法律依据必须是离岸法域专门的离岸公司法规范，这是离岸公司的法律要素。比如，在英属维尔京群岛，当地规范离岸公司的法律是《维尔京国际商务公司法》（2004年修正统一为《维尔京商务公司法》），而在开曼群岛，则为《开曼群岛公司法》第七章下的豁免公司规范。

#### 资本要素
一般而言，离岸公司的注册资本来源于离岸法域之外的投资者的投资，或者说离岸公司的投资者或设立人具有非当地性，这是离岸公司的资本要素。从各国创设离岸公司法的目的来看，其本质是为了方便境外投资者的资本运作。而从实践来看，由来自离岸地外的投资者（包括自然人和法人以及其它经济组织）和资本设立的公司构成了离岸公司的主体部分。

#### 运营要素
离岸公司不得在离岸法域内经营，或者说离岸公司是排除其在本土经营的公司，这是离岸公司的运营要素。几乎所有的离岸公司法都规定，一旦发现离岸公司在离岸法域内与其他公司签订商业合同，那么当局就将撤销该公司的离岸地位。离岸公司的注册地在离岸法域境内，而其主要经营管理活动都在所注册的离岸法域之外进行，离岸公司由此具有了注册地和经营地相分离的特征。这种分离有时不仅体现在公司的投资者不具有离岸法域自然人或法人的身份上，还体现在其董事、经理等公司的高级管理人员一般也不是注册地的居民上。

## 分类
如上述，离岸公司是非当地投资者在离岸法域依当地离岸公司法成立的仅能在离岸区域以外进行经营活动的公司，而根据不同的分类标准，又可以将离岸公司做出如下的分类：

### 按公司成立方式
- 新设离岸公司：指通过注入资本在离岸法域依据离岸公司法成立的公司。
- 存续离岸公司：指根据离岸法域之外的法律而成立，再经离岸法域公司登记官的批准而取得离岸公司身份的公司。

### 按投资目的地划分
- 典型离岸公司：指甲国母公司通过设立于乙国的离岸子公司，以其名义在丙国从事投资。
- 变形离岸公司：指甲国母公司为返回本国再投资，而在乙国设立离岸子公司，然后转回本国进行投资，从而有效规避了法律对本国企业转投资的限制或者享有外国投资者待遇。

### 按公司目的事业不同
- 离岸贸易公司
- 离岸投资公司
- 离岸控股公司
- 离岸金融公司
- 离岸咨询公司
- 离岸雇佣公司

### 按公司设立人的不同
- 个人离岸公司：从离岸注册的实际看，设立人主要为高收入阶层，主要有企业家、商人、高级管理人员、演员、作家、发明家、工程师、知识产权所有人、财富继承者以及律师和医生等专业人士。个人注册离岸公司多是为了进行投资、税收以及移民的筹划，而离岸公司正满足了办理这些事务隐私以及安全保密的要求。
- 机构离岸公司：包括控股公司、跨国公司、大型联合企业、航运公司、金融公司、贸易公司、资产管理公司、特许公司等不同形式。

## 离岸法域列表
- 开曼群岛
- 英属维尔京群岛
- 马恩岛
- 毛里求斯
- 香港
- 澳門
- 海南
- 特拉华州
- 巴拿马

## 因為離岸公司所引發的事件
- 巴拿馬文件
- 巴哈馬文件
- 天堂文件
- 潘朵拉文件

## 其他
- 离岸人民币
- 离岸投资
- 离岸爱国主义
- 可变权益实体